# 21697 Mascharak
A 21697 Mascharak (ideiglenes jelöléssel 1999 RW54) a Naprendszer kisbolygóövében található aszteroida. A LINEAR projekt keretében fedezték fel 1999. szeptember 7-én.